# Рік Фейджел
Рік Фейджел (англ. Rick Fagel; нар. 29 листопада 1953) — колишній американський тенісист.
Найвищу одиночну позицію світового рейтингу — 76 місце досяг 16 січня 1978, парну — 256 місце — 3 січня 1983 року.
Найвищим досягненням на турнірах Великого шолома був чвертьфінал в змішаному парному розряді.

## Фінали Гран-прі за кар'єру

### Парний розряд: 1 (0–1)
| Результат | W-L | Дата     | Турнір        | Покриття | Партнер      | Суперники                  | Рахунок  |
| --------- | --- | -------- | ------------- | -------- | ------------ | -------------------------- | -------- |
| Поразка   | 0–1 | Лют 1980 | Сарасота, США | Ґрунт    | Девід Картер | Андрес Гомес Рікардо Ікаса | 3–6, 4–6 |

## Титули на челленджерах

### Одиночний розряд: (1)
| Ранг | Рік  | Турнір                          | Покриття | Суперник     | Рахунок  |
| ---- | ---- | ------------------------------- | -------- | ------------ | -------- |
| 1.   | 1981 | Сан-Луїс-Потосі (штат), Мексика | Ґрунт    | Стів Мейстер | 7–6, 6–1 |